# Morti nel 1980/Gennaio
| Questa pagina contiene informazioni ricavate automaticamente dalle voci biografiche con l'ausilio del template Bio e di un bot. L'aggiornamento è periodico e automatico e ricostruisce completamente la pagina. Se manca una persona in questa lista, sei pregato di non aggiungerla, ma accertati piuttosto che la sua voce biografica contenga il template Bio e che i dati anagrafici siano correttamente compilati. Se il template Bio manca, inseriscilo tu stesso o, in alternativa, metti l'avviso {{tmp\|Bio}} che ne segnala la mancanza. Se i dati riportati sono sbagliati, correggi direttamente la voce biografica; le modifiche saranno visibili in questa lista entro pochi giorni. Per chiarimenti vedi il progetto biografie. La lista contiene solo le 101 persone che sono citate nell'enciclopedia e per le quali è stato implementato correttamente il template Bio. Pagina aggiornata al 3 mar 2024. |

- 1º gennaio - Marcello Albani, regista e sceneggiatore italiano (n. 1905)
- 1º gennaio - Irene Aloisi, attrice italiana (n. 1925)
- 1º gennaio - Alfredo Casati, dirigente sportivo italiano (n. 1918)
- 1º gennaio - Adolph Deutsch, compositore britannico (n. 1897)
- 1º gennaio - Pierre Mony, calciatore francese (n. 1896)
- 1º gennaio - Pietro Nenni, politico e giornalista italiano (n. 1891)
- 1º gennaio - Mario Alberto Rollier, chimico, partigiano e politico italiano (n. 1909)
- 1º gennaio - Nils Skoglund, tuffatore e pallanuotista svedese (n. 1906)
- 1º gennaio - Frank Wykoff, velocista statunitense (n. 1909)
- 2 gennaio - Alessandro Bruschetti, pittore italiano (n. 1910)
- 2 gennaio - Rhys Carpenter, archeologo statunitense (n. 1889)
- 3 gennaio - Joy Adamson, scrittrice, naturalista e pittrice austriaca (n. 1910)
- 3 gennaio - Lucien Buysse, ciclista su strada e pistard belga (n. 1892)
- 4 gennaio - Shohachi Ishii, lottatore giapponese (n. 1926)
- 4 gennaio - Salvatore Sperlinga, mafioso statunitense
- 5 gennaio - Mario Bracco, biochimico e partigiano italiano (n. 1917)
- 5 gennaio - Giuseppe De Marco, aviatore e militare italiano (n. 1894)
- 6 gennaio - Piersanti Mattarella, politico italiano (n. 1935)
- 6 gennaio - Nicanor Villalta, torero e attore spagnolo (n. 1897)
- 7 gennaio - Yocheved Bat-Miriam, poetessa israeliana (n. 1901)
- 7 gennaio - Simonne Mathieu, tennista francese (n. 1908)
- 7 gennaio - Ferdinando Rosei, militare, aviatore e partigiano italiano (n. 1916)
- 7 gennaio - Eddie Scarf, lottatore australiano (n. 1908)
- 7 gennaio - Sarah Selby, attrice statunitense (n. 1905)
- 7 gennaio - Larry Williams, cantante, compositore e pianista statunitense (n. 1935)
- 8 gennaio - Tryggve Gran, aviatore, esploratore e scrittore norvegese (n. 1888)
- 8 gennaio - John Mauchly, inventore e ingegnere statunitense (n. 1907)
- 8 gennaio - Emilio Patrissi, politico italiano (n. 1910)
- 8 gennaio - Michele Tatulli, poliziotto italiano (n. 1955)
- 9 gennaio - Gaetano Belloni, ciclista su strada e pistard italiano (n. 1892)
- 9 gennaio - Gennarino Palumbo, cantante e attore italiano (n. 1931)
- 9 gennaio - Leonildo Tarozzi, politico e giornalista italiano (n. 1895)
- 9 gennaio - Juhayman al-Otaybi, attivista saudita (n. 1936)
- 10 gennaio - Ercole Carzino, calciatore e allenatore di calcio italiano (n. 1901)
- 10 gennaio - Enrico Michele Demarchi, politico e imprenditore italiano (n. 1894)
- 10 gennaio - Manuel Passos, calciatore portoghese (n. 1922)
- 10 gennaio - Tamotsu Takama, ammiraglio giapponese (n. 1893)
- 11 gennaio - Umberto Dall'Olmo, astrofisico italiano (n. 1925)
- 11 gennaio - Richard Huschke, ciclista su strada e pistard tedesco (n. 1893)
- 11 gennaio - Barbara Pym, scrittrice britannica (n. 1913)
- 11 gennaio - Celia Sánchez, rivoluzionaria, politica e archivista cubana (n. 1920)
- 12 gennaio - Edgardo Moltoni, ornitologo italiano (n. 1896)
- 12 gennaio - Gianni Oberto Tarena, avvocato e politico italiano (n. 1902)
- 12 gennaio - Finn Rønne, esploratore e navigatore norvegese (n. 1899)
- 13 gennaio - Andrej Kostelanec, direttore d'orchestra e arrangiatore russo (n. 1901)
- 14 gennaio - Robert Ardrey, scrittore, antropologo e drammaturgo statunitense (n. 1908)
- 14 gennaio - Francesco Cogoni, vescovo cattolico italiano (n. 1894)
- 14 gennaio - Christian Møller, chimico e fisico danese (n. 1904)
- 14 gennaio - Tadao Nagahama, regista giapponese (n. 1936)
- 15 gennaio - Herbert Olivecrona, chirurgo svedese (n. 1891)
- 15 gennaio - Gioacchino Pedicini, vescovo cattolico italiano (n. 1883)
- 17 gennaio - Barbara Britton, attrice statunitense (n. 1919)
- 17 gennaio - Aleksandr Nikolaevič Nesmejanov, chimico e politico sovietico (n. 1899)
- 17 gennaio - Karla Schramm, attrice cinematografica statunitense (n. 1891)
- 18 gennaio - Cecil Beaton, fotografo e costumista britannico (n. 1904)
- 18 gennaio - Jos Beenhakkers, calciatore olandese (n. 1922)
- 19 gennaio - Giorgio Bo, politico, antifascista e partigiano italiano (n. 1905)
- 19 gennaio - Piero Ciampi, cantautore e poeta italiano (n. 1934)
- 19 gennaio - Lise Deharme, scrittrice francese (n. 1898)
- 20 gennaio - Rudolf Bürger, calciatore e allenatore di calcio rumeno (n. 1908)
- 21 gennaio - Elvira de Hidalgo, soprano spagnola (n. 1892)
- 22 gennaio - Mihovil Borovčić Kurir, calciatore jugoslavo (n. 1896)
- 22 gennaio - Moustapha Choukri, calciatore marocchino (n. 1947)
- 22 gennaio - Eugenio Danese, giornalista e scrittore italiano (n. 1904)
- 22 gennaio - Saverio Giulini, arbitro di calcio italiano (n. 1903)
- 22 gennaio - Teresa Noce, partigiana e politica italiana (n. 1900)
- 22 gennaio - Peter Schmidt, artista, pittore e insegnante tedesco (n. 1931)
- 22 gennaio - Klas Särner, ginnasta svedese (n. 1891)
- 22 gennaio - Camille Verfaillie, missionario e vescovo cattolico belga (n. 1892)
- 23 gennaio - Giovanni Michelotti, imprenditore e designer italiano (n. 1921)
- 23 gennaio - Jacques Millot, aracnologo francese (n. 1897)
- 23 gennaio - Ernst Ocwirk, calciatore e allenatore di calcio austriaco (n. 1926)
- 23 gennaio - Carmelo Ottaviano, filosofo italiano (n. 1906)
- 24 gennaio - Terry Anderson, calciatore inglese (n. 1944)
- 24 gennaio - Lil Dagover, attrice tedesca (n. 1887)
- 24 gennaio - Wolfango Giusti, slavista e traduttore italiano (n. 1901)
- 24 gennaio - Federico Hartig, entomologo italiano (n. 1900)
- 24 gennaio - Nikolaj Vasil'evič Rozancev, regista sovietico (n. 1922)
- 25 gennaio - Antonino Casu, carabiniere italiano (n. 1930)
- 25 gennaio - Amir Kumar, hockeista su prato indiano (n. 1923)
- 25 gennaio - Emanuele Tuttobene, carabiniere italiano (n. 1923)
- 26 gennaio - Justas Paleckis, politico lituano (n. 1899)
- 26 gennaio - Massimo Scaligero, giornalista e esoterista italiano (n. 1906)
- 27 gennaio - Hans Aeschbacher, pittore e scultore svizzero (n. 1906)
- 27 gennaio - Peppino De Filippo, attore, comico e drammaturgo italiano (n. 1903)
- 27 gennaio - Paolo Fortunati, politico e statistico italiano (n. 1906)
- 27 gennaio - Rudolf Christoph Freiherr von Gersdorff, generale tedesco (n. 1905)
- 27 gennaio - Tore Ljungqvist, pallanuotista svedese (n. 1905)
- 28 gennaio - Franco Evangelisti, compositore italiano (n. 1926)
- 28 gennaio - Erle C. Kenton, regista cinematografico statunitense (n. 1896)
- 28 gennaio - Antoine Rebetez, ginnasta svizzero (n. 1897)
- 29 gennaio - Jimmy Durante, cantante, pianista e attore statunitense (n. 1893)
- 29 gennaio - Ildefonso Sañudo, calciatore spagnolo (n. 1912)
- 29 gennaio - Attilio Spozio, politico italiano (n. 1927)
- 30 gennaio - Maria Bolognesi, mistica italiana (n. 1924)
- 30 gennaio - Professor Longhair, pianista e cantante statunitense (n. 1918)
- 30 gennaio - Warren Smith, cantante statunitense (n. 1932)
- 30 gennaio - Pasquale Viganò, calciatore e allenatore di calcio italiano (n. 1911)
- 31 gennaio - Gumercindo Gómez, calciatore boliviano (n. 1907)
- 31 gennaio - Francesco Lardone, arcivescovo cattolico e diplomatico italiano (n. 1887)
- 31 gennaio - Antonio Sanfilippo, pittore italiano (n. 1923)